# Charles Martin (dessinateur)
Pour les articles homonymes, voir Charles Martin et Martin.
Charles Martin (Montpellier, 28 février 1884 - Paris, 19 novembre 1934) est un dessinateur français.

## Biographie
Le style de Charles Martin, au trait délicat, excelle dans les techniques de l'eau-forte et du pochoir rehaussé d'un trait typographique. Influencé par le cubisme, son style devient épuré et se caractérise par un trait précis, efficace et joyeux. 
Il débute dans des revues légères puis, vers 1912, dessine pour les grandes revues d'élégance françaises (la Gazette du Bon Ton, Feuillets d'art, Femina...) ou américaines (Harper's Bazar, Vanity Fair). Il s'oriente rapidement vers le luxe et l'art décoratif. Il exerce son talent dans les domaines les plus variés : mode, flacons de parfumerie, meubles, papiers peints, affiches...
Charles Martin a illustré une vingtaine de livres dont les plus réussis sont : Sports et Divertissements avec Erik Satie, Sous les pots de fleurs, Monseigneur le vin. La plaquette qu'il a réalisée en 1924 sur un texte de Jean Cocteau pour célébrer les métiers de l'édition française est remarquable. On notera aussi le très coquin Mascarades et amusettes ainsi que Mon cheval, mes amies et mon amie de Marcel Astruc, puis Les Silences du colonel Bramble d'André Maurois aux éditions du Nord en 1929. On doit à Charles Martin le portrait du peintre André Dignimont que l'on trouve en frontispice de livre consacré à ce dernier en 1929. Il illustre également L'Illusion héroïque de Tito Bassi en 1925 de Henri de Régnier chez La Roseraie, puis les Fables de la Fontaine en deux volumes chez la Librairie de France.
Un ouvrage posthume lui est consacré dans la collection « Comment ils dessinent » en 1947 aux éditions La Coupole.
Il meurt à Paris en 1934.